# Una maledetta fortuna
Una maledetta fortuna (Jackpot) è un romanzo giallo hard boiled di Bill Pronzini che ha per protagonista il detective Senzanome.
È stato pubblicato da Mondadori nel 1991 nella collana Il Giallo Mondadori (numero 2213, 30 giugno 1991) con la traduzione di Rita Botter Pierangeli.

## Trama
La storia ha per protagonista Senzanome, investigatore prvato che opera nella zona di San Francisco, chiamato a indagare su un misterioso caso di suicidio.
La vittima avrebbe posto fine alla propria vita dopo una favolosa vincita in una casa da gioco di Reno. Senzanome affronta le oscurità del mondo del gioco d'azzardo muovendosi nei casinò, nelle sale da gioco e nel giro delle scommesse. Scoprirà che la posta in palio è la sua stessa vita.

## Personaggi
- L’investigatore Senzanome: detective
- Kerry Wade: la compagna di Senzanome
- Eberhardt: socio di Senzanome
- David Burnett: giovane scapestrato
- Jerry Polhemus: amico di David
- Allyn Burnett: sorella di David
- Karen Salter: fidanzata di David
- Wendy Oliver e Janine Wovoka: amiche di David e Jerry
- Scott McKee: boyfriend di Wendy
- John Wovoka: padre di Janine
- Arthur Welker: gangster

## Edizioni
- Bill Pronzini, Una maledetta fortuna, Il Giallo Mondadori n. 2213, giugno 1991.